# Daniel Douqué
Daniel Douqué (* 27. Dezember 1806 in Niederlahnstein; † 7. März 1891 ebenda) war ein deutscher Lahnschiffer und Politiker.

## Leben
Douqué war der Sohn des Gerichtsschöffen Franz Heinrich Douqué (* 3. März 1776 in Niederlahnstein; † 17. April 1826 ebenda), dem Sohn des Gastwirts „Zum Schwanen“ in Niederlahnstein, Anton Jacob Douqué und der Anna Elisabeth geborene Pfeiffer. Die Mutter war Sophia Daniela geborene Staas (* 22. Februar 1783 in Niederlahnstein; † 12. Februar 1828 in Niederlahnstein), der Tochter des Gastwirts „Zum Weißen Roß“ in Niederlahnstein Daniel Staas, und der Anna Katharina Seiberich.
Douqué, der katholischer Konfession war, heiratete 1839 Agnes Neis (* 25. Mai 1816 in Oberlahnstein; † in Niederlahnstein), die Tochter des Metzgers Johann Philipp Neis und der Barbara Brauer. Sein Onkel Franz Anton Douqué (1768–1851) war Gastwirt, Lahnschiffer und ebenfalls Abgeordneter.
Douqué lebte als Lahnschiffer in Niederlahnstein. 1865 war er Mitglied der Zweiten Kammer der Landstände des Herzogtums Nassau (1. Wahl) für den Wahlkreis XIV Braubach/Nastätten.

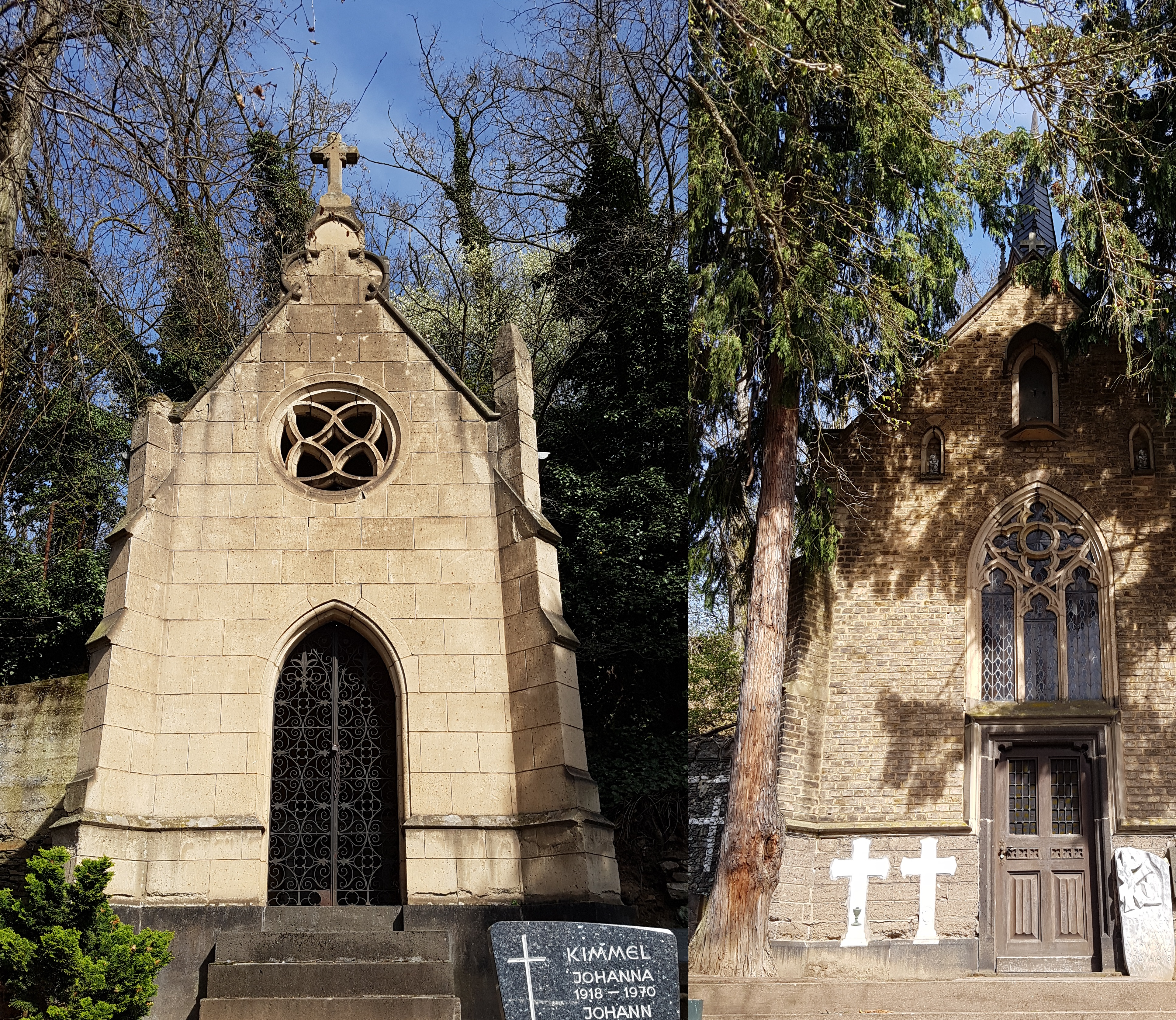
Gruftkapelle (rechts)

Er ist gemeinsam mit seiner Frau in der von ihm erbauten Gruftkapelle auf dem alten Friedhof in Niederlahnstein begraben. Die Gruftkapelle steht unter Denkmalschutz.